# Montcey
Montcey est une commune française située dans le département de la Haute-Saône, la région culturelle et historique de Franche-Comté et la région administrative Bourgogne-Franche-Comté.
La commune appartient à la communauté d'agglomération de Vesoul.

## Géographie
Le territoire communal s'étend sur 8,12 km2, avec une altitude minimale de 282 mètres et une altitude maximale de 400 mètres.

### Géologie
Montcey possède une cavité naturelle dans le sous-sol de son territoire. Cette cavité fait partie du réseau de cavités à rhinolophes de Vesoul. Il s'agit d'une grotte-mine nommée grotte des Equevillons, qui est située au sud-ouest de Montcey. C'est l'une des cavités de la région vésulienne qui abrite le plus de rhinolophes, puisque plus de 150 grands rhinolophes y sont recensés.
Le territoire communal repose sur le gisement de schiste bitumineux de Haute-Saône daté du Toarcien.

### Transports
La gare de Vesoul est la gare la plus proche de Montcey. Le terrain aménagé pour les avions le plus proche est l'aérodrome de Vesoul - Frotey.
L'agglomération de Vesoul est desservie par son réseau de transports en commun VBus+.

### Climat
Pour des articles plus généraux, voir Climat de la Bourgogne-Franche-Comté et Climat de la Haute-Saône.
En 2010, le climat de la commune est de type climat de montagne, selon une étude du Centre national de la recherche scientifique s'appuyant sur une série de données couvrant la période 1971-2000. En 2020, Météo-France publie une typologie des climats de la France métropolitaine dans laquelle la commune est exposée à un climat semi-continental et est dans la région climatique  Lorraine, plateau de Langres, Morvan, caractérisée par un hiver rude (1,5 °C), des vents modérés et des brouillards fréquents en automne et hiver. 
Pour la période 1971-2000, la température annuelle moyenne est de 9,9 °C, avec une amplitude thermique annuelle de 17,3 °C. Le cumul annuel moyen de précipitations est de 1 156 mm, avec 13,8 jours de précipitations en janvier et 10,1 jours en juillet. Pour la période 1991-2020, la température moyenne annuelle observée sur la station météorologique de Météo-France la plus proche, « Frotey_sapc », sur la commune de Frotey-lès-Vesoul à 5 km à vol d'oiseau, est de 11,2 °C et le cumul annuel moyen de précipitations est de 914,2 mm. 
La température maximale relevée sur cette station est de 38,5 °C, atteinte le 25 juillet 2019 ; la température minimale est de −14,9 °C, atteinte le 20 décembre 2009,,. 
Les paramètres climatiques de la commune ont été estimés pour le milieu du siècle (2041-2070) selon différents scénarios d'émission de gaz à effet de serre à partir des nouvelles projections climatiques de référence DRIAS-2020. Ils sont consultables sur un site dédié publié par Météo-France en novembre 2022.

## Urbanisme

### Typologie
Au 1er janvier 2024, Montcey est catégorisée commune rurale à habitat dispersé, selon la nouvelle grille communale de densité à sept niveaux définie par l'Insee en 2022.
Elle est située hors unité urbaine. Par ailleurs la commune fait partie de l'aire d'attraction de Vesoul, dont elle est une commune de la couronne,. Cette aire, qui regroupe 158 communes, est catégorisée dans les aires de 50 000 à moins de 200 000 habitants,.

### Occupation des sols
L'occupation des sols de la commune, telle qu'elle ressort de la base de données européenne d’occupation biophysique des sols Corine Land Cover (CLC), est marquée par l'importance des territoires agricoles (60,3 % en 2018), une proportion sensiblement équivalente à celle de 1990 (59,8 %). La répartition détaillée en 2018 est la suivante : 
zones agricoles hétérogènes (49,4 %), forêts (36,2 %), prairies (5,8 %), terres arables (5 %), zones urbanisées (3,5 %). L'évolution de l’occupation des sols de la commune et de ses infrastructures peut être observée sur les différentes représentations cartographiques du territoire : la carte de Cassini (XVIIIe siècle), la carte d'état-major (1820-1866) et les cartes ou photos aériennes de l'IGN pour la période actuelle (1950 à aujourd'hui).

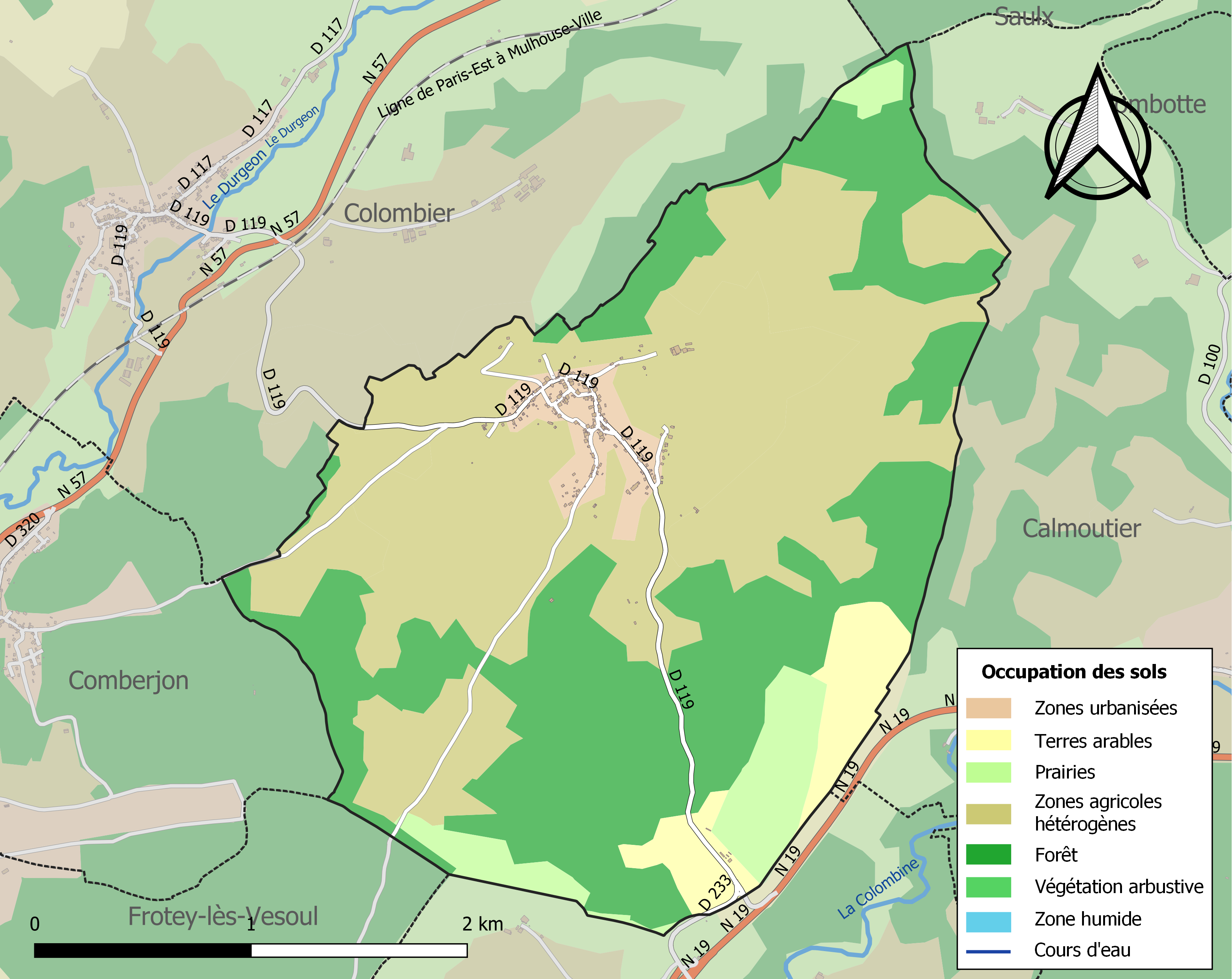
Carte des infrastructures et de l'occupation des sols de la commune en 2018 (CLC).

### Morphologie urbaine
Montcey est située dans l'aire urbaine de Vesoul, qui totalise en 2008, 59 288 habitants.

### Logement
Le nombre de logements dans la commune était de 114, en 2009, dont 95 résidences principales soit 83,3 % de l'ensemble des logements, 7 résidences secondaires et logements occasionnels, soit 6,1 % et 12 logements vacants, soit 10,5 %. On dénombre 65 résidences principales qui détiennent 5 pièces ou plus.
La commune comptait 112 maisons et 2 appartements en 2009, alors qu'elle possédait 89 maisons et 0 appartement, en 1999.

## Politique et administration

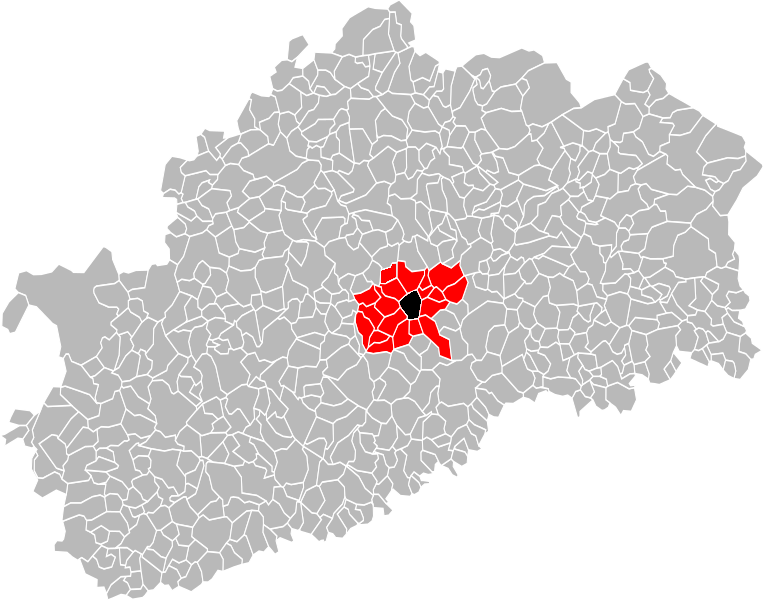
Carte départementale montrant en rouge les communes de la communauté d'agglomération de Vesoul.

### Rattachements administratifs et électoraux
La commune fait partie de l'arrondissement de Vesoul du département de la Haute-Saône, en région Bourgogne-Franche-Comté. Pour l'élection des députés, elle dépend de la première circonscription de la Haute-Saône.
Elle faisait partie depuis 1793 du canton de Vesoul. Celui-ci est scindé en 1973 et la commune intègre le canton de Vesoul-Est. Dans le cadre du redécoupage cantonal de 2014 en France, la commune fait désormais partie du canton de Vesoul-2.

### Intercommunalité
La commune fait partie depuis 2004 de la communauté de communes de l'agglomération de Vesoul, devenue en 2012 la communauté d'agglomération de Vesoul, appartenant elle-même au pays de Vesoul et du Val de Saône.

### Conseil municipal

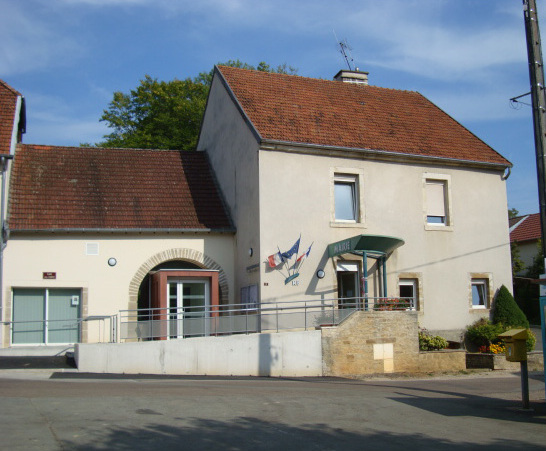
La mairie.

Conformément aux dispositions relatives à la population de la commune, le conseil municipal est composé de 11 membres.

### Liste des maires
| Période                                  | Période                       | Identité    | Étiquette | Qualité                         |
| ---------------------------------------- | ----------------------------- | ----------- | --------- | ------------------------------- |
| Les données manquantes sont à compléter. |                               |             |           |                                 |
| avant 2005                               | En cours (au 29 juillet 2015) | André Ancel |           | Réélu pour le mandat 2014-2020, |

### Budget et fiscalité 2013
En 2013, le budget de la commune était constitué ainsi :
- total des produits de fonctionnement : 150 000 €, soit 650 € par habitant ;
- total des charges de fonctionnement : 515 000 €, soit 515 € par habitant ;
- total des ressources d’investissement : 66 000 €, soit 287 € par habitant ;
- total des emplois d’investissement : 42 000 €, soit 183 € par habitant.
- endettement : 333 000 €, soit 1 449 € par habitant.

Avec les taux de fiscalité suivants :
- taxe d’habitation : 4,60 % ;
- taxe foncière sur les propriétés bâties : 8,48 % ;
- taxe foncière sur les propriétés non bâties : 35,37 % ;
- taxe additionnelle à la taxe foncière sur les propriétés non bâties : 0,00 % ;
- cotisation foncière des entreprises : 0,00 %.

### Politique environnementale
La CAV a doté en 2015 la commune d'une station d'épuration des eaux usées, projet envisagé dès le début des années 2000 et qui permet d'éviter des rejets pollués dans le milieu naturel.

## Population et société

### Démographie
L'évolution du nombre d'habitants est connue à travers les recensements de la population effectués dans la commune depuis 1793. Pour les communes de moins de 10 000 habitants, une enquête de recensement portant sur toute la population est réalisée tous les cinq ans, les populations de référence des années intermédiaires étant quant à elles estimées par interpolation ou extrapolation. Pour la commune, le premier recensement exhaustif entrant dans le cadre du nouveau dispositif a été réalisé en 2004.

En 2022, la commune comptait 266 habitants, en évolution de −4,32 % par rapport à 2016 (Haute-Saône : −1,4 %, France hors Mayotte : +2,11 %).
| 1793 | 1800 | 1806 | 1821 | 1831 | 1836 | 1841 | 1846 | 1851 |
| ---- | ---- | ---- | ---- | ---- | ---- | ---- | ---- | ---- |
| 302  | 315  | 356  | 367  | 437  | 397  | 404  | 396  | 410  |

| 1856 | 1861 | 1866 | 1872 | 1876 | 1881 | 1886 | 1891 | 1896 |
| ---- | ---- | ---- | ---- | ---- | ---- | ---- | ---- | ---- |
| 416  | 406  | 382  | 360  | 329  | 332  | 302  | 286  | 263  |

| 1901 | 1906 | 1911 | 1921 | 1926 | 1931 | 1936 | 1946 | 1954 |
| ---- | ---- | ---- | ---- | ---- | ---- | ---- | ---- | ---- |
| 254  | 229  | 209  | 202  | 190  | 182  | 178  | 155  | 157  |

| 1962 | 1968 | 1975 | 1982 | 1990 | 1999 | 2004 | 2006 | 2009 |
| ---- | ---- | ---- | ---- | ---- | ---- | ---- | ---- | ---- |
| 133  | 136  | 168  | 179  | 212  | 222  | 215  | 213  | 222  |

| 2014 | 2019 | 2022 | - | - | - | - | - | - |
| ---- | ---- | ---- | - | - | - | - | - | - |
| 269  | 272  | 266  | - | - | - | - | - | - |

### Santé
L'hôpital le plus proche de Montcey est le CHI de Vesoul.

## Culture locale et patrimoine

### Lieux et monuments

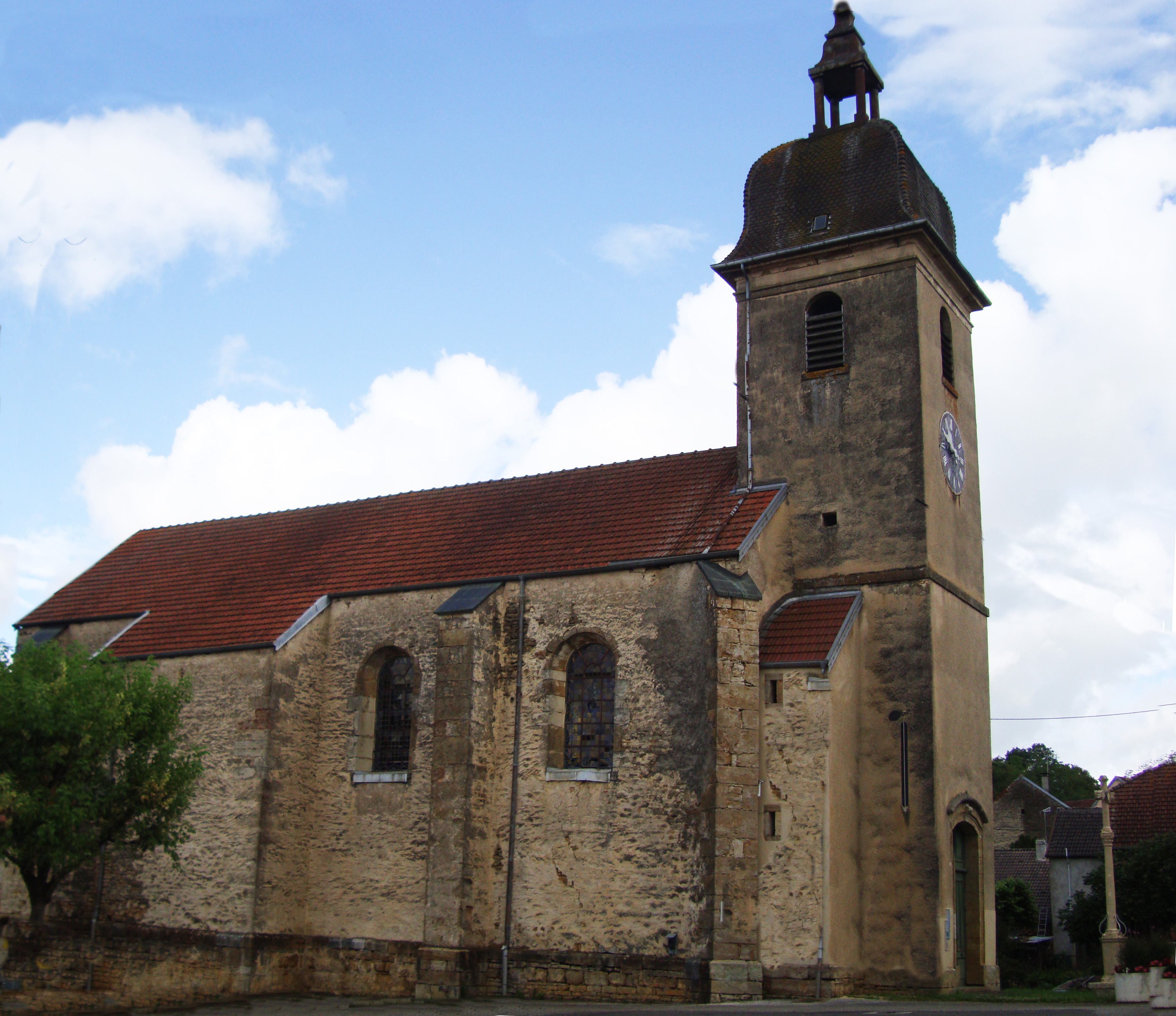
L'église.

- L'église Saint-Just, ses cloches de 1837 et 1857, l'horloge de Schwilgué[28].
- Grotte et mines d'Équevillons[29],[30].

### Héraldique
|  | Les armes de la commune se blasonnent ainsi : De gueules au chevreuil passant d’or sur un mont de trois coupeaux d’argent chargé d’une burelle vivrée de sable. |